# 六番目の小夜子
『六番目の小夜子』（ろくばんめのさよこ）は、恩田陸の小説作品。それを原作として制作されたテレビドラマ（NHKドラマ愛の詩）および舞台作品についても本項で述べる。

## 小説
恩田陸のデビュー作。新潮社の第3回（1991年度）日本ファンタジーノベル大賞で最終選考まで残り、翌年新潮文庫から出版されたものの、このオリジナル版はまもなく絶版となった。
1998年、大幅加筆の上で新潮社にて単行本として出版（その際のタイトルは『六番目の小夜子 ： Number 6』）され、この版が2001年に新潮文庫にて『六番目の小夜子』のタイトルで文庫化された。
- 『六番目の小夜子』新潮社《新潮文庫》（ファンタジーノベル・シリーズ）、1992年7月 全312ページ、ISBN 4-10-123411-6
- 『六番目の小夜子 ： Number 6』新潮社、1998年8月、全257ページ、ISBN 4-10-397102-9
- 『六番目の小夜子』新潮社《新潮文庫》、2001年2月、339ページ、ISBN 4-10-123413-2
- 新装版『六番目の小夜子』新潮社《新潮文庫》、2024年8月、352ページ、ISBN 978-4-10-123413-7

### スピンオフ作品
関根秋の姉・夏を主人公に、『六番目の小夜子』の4年前の学校を描いた短編「図書室の海」が、2002年に上梓された同名の短編集に収録されている。

### あらすじ（小説）
県で一、二を争う進学校で、古い伝統を持つ県立高校。生徒たちはほぼ全員が大学進学を希望し、勉強に励む一方、15年前に始まった「サヨコ」という不思議な行事が、生徒たちだけの間でひっそり守られてきた。
そこでは3年に1度、3年生のうちの誰かが「サヨコ」に選ばれ、手紙と、校内のとある戸棚の鍵を受け継ぐ。そして「自らがサヨコだと知られてはいけない」「始業式の日に、戸棚から取り出した花瓶に赤い花を活ける」といった決まりを守り、卒業式の日に次の「サヨコ」に継承させる。ただし大半の生徒は「サヨコ」を噂でしか知らず、語る話の細部も人によってばらばらだった。
春の始業式の日の朝、三年十組の教室に真っ赤なバラが活けられていた。「サヨコが出た」とざわつくクラスに、奇しくも津村沙世子という名の転校生がやってくる。神戸の超名門校からわざわざ地方の高校へ、しかも受験を控えた三年次に来た彼女を訝しむ生徒もいる中、花宮雅子は初日から容姿端麗な沙世子に惹かれ、友人となった。沙世子は成績も優秀、運動神経も抜群、それでいて嫌味のない快活な性格の美少女で、まもなく学校中で評判となった。
ある日、雅子は沙世子が謎の鍵を持っていることに気付き、その放課後、沙世子のもとに「かぎをかえせ」という手紙が来ているのを雅子は目撃する。さらに後日、体育の授業の隙に十組の教室が荒らされる事件が起きた。雅子は好意を寄せている相手の唐沢由紀夫にたまたま一連の話をした。すると由紀夫は親友の関根秋にその話を伝えるよう言う。秋は兄が元「サヨコ」、姉も「渡すだけのサヨコ（「3年に1度」ではない年にサヨコの手紙と鍵を渡す者）」を務めたためサヨコ伝説に詳しく、由紀夫は秋にサヨコの話を聞かせてもらっていた。
秋の知る説では「サヨコ」は劇を制作し、学園祭で上演させるのだという。そしてサヨコがすべてを成功させれば、その年は大学合格率が著しく上昇し、失敗すれば合格率悪化という不運が訪れるという。しかし過去のサヨコの中には、事故死したり、自ら暴露して役を降りようとしたところ受験に全敗したりと、不吉な失敗もあったらしい。今年は3年に1度のサヨコが選ばれる6度目の年、すなわち「六番目のサヨコ」の年だった。
秋は雅子が目撃した話に加え、教室を荒らした犯人が同じクラスの加藤彰彦かもしれないという噂を耳にし、加藤が六番目のサヨコで、沙世子の持つ鍵を奪おうとしていると睨む。しかし加藤はある夜、自宅で心臓発作を起こして長期入院。秋の元に加藤から鍵が送り付けられ、「碑を見て」という伝言が託された。秋は1人、校庭の隅にある碑を見に行く。それは12年前に事故死した「二番目のサヨコ」の慰霊碑で、裏には「津村沙世子 享年十七」と刻まれていた。

### 登場人物（小説）
関根秋（せきね しゅう）
三年十組の生徒。写真部所属。成績は学年トップクラスで、人間観察が好き。9学年上の兄は「三番目のサヨコ」、4学年上の姉は「渡すだけのサヨコ」だったため、秋もサヨコの伝説に詳しく、興味を持つ。正当な六番目のサヨコであった加藤とは親しくはなかったが、突然鍵を託される。それから長らくサヨコとしての行動はとらなかったが、その間に「もうひとりのサヨコ」かもしれない沙世子との仲が深まってゆく。
津村沙世子（つむら さよこ）
4月に転入してきた三年十組の生徒。成績優秀でスポーツ万能である上に性格が快活な美少女。親が転勤族で転校が多かった。秋・雅子・由紀夫と仲良くなり、4人で夏の海へ出かけるなど、高校最後の生活を謳歌する一方、なぜか「サヨコ」の鍵を持っており、陰では「サヨコ」にまつわる謎めいた行動をとり続ける。
花宮雅子（はなみや まさこ）
三年十組の生徒。女子バスケ部所属。始業式の日に沙世子の姿に見とれ、真っ先に仲良くなった。のちに佐野美香子と沙世子が仲良くなった時にはヤキモチを妬くほどであった。由紀夫に思いを寄せている。
唐沢由紀夫（からさわ ゆきお）
三年十組の生徒。男子バスケ部所属。秋とは小学校からの親友。理屈で物事を考えるのが得意ではないが、秋からは鋭い動物的カンを発揮すると評されている。雅子のことが好き。
沢木容子（さわき ようこ）
三年十組の生徒。女子バスケ部所属。雅子の親友で、沙世子とも親しくなる。高橋という彼氏がいる。
加藤彰彦（かとう あきひこ）
三年十組の生徒。正当な六番目のサヨコ。沙世子の鍵を奪うために教室を荒らした。しかし心臓発作で入院し、鍵を秋に託す。由紀夫が「どう見ても勉強しか取り柄がなさそう」なガリ勉だと評するタイプ。
溝口祐一（みぞぐち ゆういち）
三年十組の生徒。柔道部主将。海辺の町の料亭の跡取り息子。明るい性格で、学園祭のクラス企画『うたごえ喫茶 みぞぐち』を発案して店長を務めたり、自宅の料亭でクラスの忘年会を開いたりした。
黒川（くろかわ）
三年十組の担任。教科は日本史。公立では珍しく十年以上同じ高校に勤務している名物教師。
設楽正浩（しだら まさひろ）
学園祭実行委員長。委員会には3年に1度、「サヨコ」本人と接触することなく「サヨコ」が制作する演劇を上演するためのマニュアルが受け継がれており、それに従う立場である。秋とは親しい仲で、ともに沙世子の正体などについて話し合う。
佐野美香子（さの みかこ）
三年三組の生徒。秋に恋心を抱く、髪の長い美少女。文芸部に所属していた。ある時から沙世子と急に仲良くなり、沙世子に後押しされて秋に告白を試みる。
関根多佳雄（せきね たかお）
秋の父で、裁判官。大柄で、少々時代錯誤的な服装を好む。
関根夏（せきね なつ）
秋の4学年上の姉で、『図書室の海』の主人公。4年前の「渡すだけのサヨコ」。『六番目の小夜子』本編では「姉」と言及されるだけで名前も姿も登場しない。

## テレビドラマ
2000年4月8日から6月24日にかけて、NHK教育テレビジョン毎週土曜日18:00からの「ドラマ愛の詩」で放送された。全12回。高い人気を誇った作品で、2001年にはビデオ化、DVD化。たびたび再放送もされている。本放送時のみ、本編の後にミニコーナー「サヨコへの伝言」が放送された（DVD版に特典映像として収録されている）。
ドラマ版は舞台が高等学校から中学校に変更され、オリジナルキャラの登場や既存キャラの大きな設定改変があるほか、物語も小説と異なっているが、「小夜子」・「鍵」・「文化祭」等の基本要素は共通している。

### あらすじ（テレビドラマ）
潮田玲が通う中学校には「サヨコ」という不思議な言い伝えがあった。3年に1度、サヨコと名乗る生徒が選ばれ、サヨコが3つの約束（赤い花を生ける・サヨコを演じる・サヨコを指名する）を果たせば、大いなる扉が開かれ、3年後にまた新しいサヨコが現れると言われていた。
玲は、サヨコに選ばれた幼馴染の関根秋に頼んで、サヨコをやらせてもらうことになった。他の誰にもサヨコであることを知られないように。始業式の朝、玲が1つ目の約束を実行しに行くと、戸棚に入っているはずの花瓶がすでに正面玄関に出され、赤いバラの花束が生けてあった。愕然とする玲の耳に鈴の音が聞こえ、その音を追ってみると走り去る女子生徒の後ろ姿が。玲は慌てて後を追うが、見失ってしまう。
さらに、始業式の最中に体育館の照明が落下する事故が起こる。生徒たちは「サヨコがやった」と騒ぎ、玲は落下した照明のそばに、自分が持ってきた赤いチューリップの花が1つ落ちているのを見つける。そして始業式の後、玲のクラスに「津村沙世子」という女子生徒が転入し、クラスは騒然となる。玲は、1つ目の約束を実行したのは沙世子ではないかと確信し、彼女と“六番目のサヨコ”を賭けてバスケで勝負をする。しかし、途中で沙世子が負傷したため、決着をつけることができなかった。
ある日、2年生のテストの満点取得者名が貼りだされ、玲たちはどの教科にも沙世子の名前があることに愕然とする。秋は沙世子が超進学校から公立の学校に転入してきたことに疑問を感じ、選んだ理由を訊ねると沙世子は「呼ばれたから」とだけ答えた。そんな折、玲は「もう一人のサヨコさんへ。鍵を返して下さい」と書かれた手紙を見つけて腹を立て、「そっちこそ、鍵と台本を返して下さい」と書いて沙世子の靴箱に入れる。しかし、「サヨコの正体が知られたとき、本物のサヨコが怒って災いを起こす」という噂を聞き、恐怖に駆られて手紙を取り戻そうとするが既になくなっていた。
帰宅後、玲は「日曜の夕方、学校で待つ」という沙世子からの電話があったことを知る。玲を心配して学校に駆けつけた秋は、そこに偶然居合わせた同級生の加藤に「秋がサヨコなのではないか」と言われるが、取り合わずに加藤と別れる。秋は結局2人に会えず、沙世子の家に電話を掛けるが「沙世子はおりません」とだけ言われて切られてしまう。
一方、玲は沙世子と対面するが「私も呼び出された」と言われ、唖然とする。沙世子は玲に学校近くの国道で起こった事故のこと、そして事故で死んだ生徒の話を始める。沙世子が何者なのか戸惑う玲に対して、沙世子は言い放つ。「戻ってきたの。私が六番目のサヨコよ」。しかし、2人を尾行していた加藤にその言葉を聞かれてしまう。2人は加藤を口止めするために分かれて彼を追う。加藤は校庭まで戻ってきたが沙世子に追いつかれる。
翌日、加藤が喘息の発作で入院したことを知った玲と秋は、「碑を見て」という加藤の伝言を受け取り、校庭の片隅にある碑に刻まれた文字を見る。そこには「昭和六十三年 津村沙世子 享年十五」と刻まれていた。

### 登場人物・キャスト（テレビドラマ）
潮田玲（しおだ れい）
演 - 鈴木杏
主人公。ドラマ版オリジナルの人物。中学2年生。女子バスケ部のホープ。明るく元気で、まっすぐな性格。関根秋が継承したサヨコの鍵を譲ってもらい、自ら六番目のサヨコに立候補する。周囲の人間に恵まれた環境で育ったため、困るとすぐに他人を頼る傾向がある。本人は自分を「どこにでもいる普通の女の子」と称している。同じクラス、同じ部の花宮雅子とは親友。秋とは幼なじみの間柄だったが、津村沙世子と親しくなってからは、やや疎遠になる。沙世子に強いあこがれを抱く。

関根秋（せきね しゅう）
演 - 山田孝之
写真部所属。前年に心臓手術で長期欠席したため留年し、玲のクラスメートに。クールで大人びた性格であり、千葉の予備校でレベルの高いクラスに入るほどの秀才。正当な六番目のサヨコだが、玲の熱意に負けてサヨコの鍵を譲る。両親は離婚しており、母親と2人暮らし。沙世子のことを強く警戒している。

津村沙世子（つむら さよこ）
演 - 栗山千明
4月に転入してきた、玲のクラスメート。女子バスケ部に入部。成績優秀でスポーツ万能である上に美人。しょっちゅう転校するせいか、積極的に生徒たちと馴れ合おうとはしない。もう一人の六番目のサヨコ。自分のことを「特別な力も何もない、只の14歳の女の子」と言っているが、不可能の無い自分の人生に退屈している。校庭外れにある事故死した女生徒の慰霊碑に彫られた名前とは同姓同名、余りにもタイミングが良すぎる編入に多くのサヨコ伝説を知る生徒たちからは疑念の目を向けられていた。

花宮雅子（はなみや まさこ）
演 - 松本まりか
玲のクラスの学級委員長。女子バスケ部所属。明るく、しっかり者だが責任感が強く、信念を達成するためには何者をも犠牲にすることを厭わない面も持っている。口より先に手が出るほう。サヨコに強いこだわりを持つ。玲とは親友。

唐沢由紀夫（からさわ ゆきお）
演 - 勝地涼
2年生で、玲たちの隣のクラス。男子バスケ部所属。秋の弟だが、両親の離婚後に父親に引き取られ、兄の秋と苗字が異なる。自分で自分のことを野生児と言うくらい、あっけらかんとした性格。溝口とは同じ小学校の友人。

設楽正浩（しだら まさひろ）
演 - 内野謙太
3年生。放送部と新聞部に所属。文化祭実行委員長を務めており、サヨコ伝説にも詳しい。秋とは元クラスメート・親友で、ともに沙世子の正体などについて話し合っていた。

加藤彰彦（かとう あきひこ）
演 - 山崎育三郎
玲のクラスメート。ガリ勉の男子生徒で自分の成績のことにはいつも神経をとがらせている。その為、人を傷つけるようなことを平気で言ってしまうこともある。家は、学校の近所にある蕎麦屋。ガリ勉の割に、家の手伝いもよくする様子。喘息もち。

黒川貞雄（くろかわ さだお）
演 - 村田雄浩
玲たちの担任。教科は理科。自転車通勤している。現在独身。津村ゆりえの教え子であり、沙世子に鍵を送った。

唐沢多佳雄（からさわ たかお）
演 - 古尾谷雅人
秋・由紀夫の父親。唐沢動物探偵事務所・所長。うたごえ喫茶エーデルワイスの常連客。

佐野美香子（さの みかこ）
演 - 一色紗英、上原まゆみ（中学時代）
玲のクラスにやってきた教育実習生。教科は理科。四番目のサヨコ。信条は「理由のない不思議なんて無い」。

溝口祐一（みぞぐち ゆういち）
演 - 鳥居紀彦
玲のクラスメート。手芸部所属。いつも編み物をしていて、女の子言葉を使用している。
その他のキャスト
- 平林塔子 - 平田裕香
- 潮田俊作 - 上杉祥三
- 潮田真弓 - 美保純
- 潮田耕 - 伊藤隆大
- 関根千夏 - 多岐川裕美
- 津村ゆりえ - 冨士眞奈美（声優に扮した声のみ菊池志穂）
- 小泉先生 - 岩橋道子
- 三田先生 - 小日向文世
- 校長先生 - 高士新太郎
- サヨコの影 - 池田あゆみ
- 小さな女の子 - 佐野日名子
- 2年A組生徒 - 竹島由夏、深谷まりえ、森本愛未、長谷川亜美、石部里紗、福平千恵子、小林元樹、森翔吾、田中恭平、桂亜沙美、広瀬沙耶香

### スタッフ（テレビドラマ）
- 脚本 - 宮村優子[2]
- 音楽 - coba[2]
- 制作総括 - 一井久司
- 演出 - 田中賢二（1、2、5話） / 遠藤理史（3、4、8、9、12話） / 出水有三（6、7話） / 陸田元一（10、11話）

### 各回タイトル
1. 謎の転校生[注 1]
2. 亡霊
3. 見えない敵
4. 謎のメッセージ
5. 不思議なうたごえ
6. 七夕の秘密
7. 罠
8. 恐怖の文化祭（前）
9. 恐怖の文化祭（後）
10. サヨコはここにいる
11. サヨコの正体
12. そして扉が開く

### 放送日時
1. 2000年4月8日 - 6月24日（土曜日、18:00 - 18:30）（「サヨコへの伝言」つき）
2. 2000年7月24日 - 29日、31日 - 8月5日（月曜日 - 土曜日、9:30 - 9:59）（夏休み集中放送）[注 2]
3. 2000年9月18日 - 23日 22:00 - 22:59 NHKワールドTV（国際放送局。英題は「Sayoko Is Back」）
4. 2001年5月3日・4日（9:00 - 11:57）（GW集中放送、6本ずつ放送、新撮コメント映像つき）
5. 2003年1月4日 - 3月22日（土曜日、18:00 - 18:29）[注 2]
6. 2003年1月11日 - 3月29日（土曜日、10:30 - 10:59[注 3]）（前週の再放送）[注 2]
7. 2004年12月21日 - 2005年3月8日（火曜日、19:00 - 19:29）[注 2][注 4]
8. 2021年7月31日 - 2021年8月2日 総合テレビ（「深夜のイッキ見！」）[注 2][注 5]

上記のNHKでの放送のほかに、CSのミステリチャンネル（2005年5月2日 - 7月22日、2006年1月1日 1:00 - 7:00 元旦一挙放送、2006年3月21日 - 4月5日）でも放送が行われている。2021年7月には番組配信サービス「NHKプラス」での見逃し配信も開始。

### リリース
DVD
販売元：ポニーキャニオン、リージョンフリー、各巻4話収録、全3巻、映像特典あり
1. 六番目の小夜子 第一集 なぞの転校生 2001年1月17日（PCBE-50057）
2. 六番目の小夜子 第二集 恐怖の文化祭 2001年2月21日（PCBE-50058）
3. 六番目の小夜子 第三集 伝説は終わらない 2001年3月14日（PCBE-50059）

新価格版 販売元 - NHKエンタープライズ、3枚組4話ずつ収録、映像特典あり(サヨコへの伝言(1) - (12)、プレマップ、番組スポット、サヨコの内緒話)
VHS
販売元：ポニーキャニオン、各巻2話収録、全6巻、映像特典なし（本編のみ）
1. 六番目の小夜子 Vol.1 なぞの転校生 2001年1月17日（PCVE-11285）
2. 六番目の小夜子 Vol.2 見えない敵 2001年1月17日（PCVE-11286）
3. 六番目の小夜子 Vol.3 七夕の秘密 2001年2月21日（PCVE-11287）
4. 六番目の小夜子 Vol.4 恐怖の文化祭 2001年2月21日（PCVE-11288）
5. 六番目の小夜子 Vol.5 サヨコはここにいる 2001年3月14日（PCVE-11289）
6. 六番目の小夜子 Vol.6 伝説は終わらない 2001年3月14日（PCVE-11290）

ポニーキャニオン版DVD、VHSともに全巻購入特典として劇中劇「年文化祭 よびかけ劇『六番目の小夜子』」の音声が収められたCDシングルがあった。

## 舞台
2022年1月、鈴木絢音（乃木坂46）の主演、鶴田法男の総監督で舞台化され、新国立劇場 小劇場にて上演。

### 上演日程
- 2022年1月7日 - 16日、新国立劇場 小劇場

### キャスト (舞台)
- 津村沙世子 - 鈴木絢音（乃木坂46）[8]
- 花宮雅子 - 尾碕真花[8]
- 関根秋 - 高橋健介[8]
- 黒川先生 - 森下能幸[8]
- 唐沢由紀夫 - 熊谷魁人[8]
- 沢木容子 - 山内瑞葵（AKB48）[8]
- 設楽正浩 - 山本涼介[8]
- 加藤彰彦 - 飛葉大樹[8]
- 佐野美香子 - 仲美海（劇団4ドル50セント）[8]
- 溝口祐一 - 大原由暉[8]
- 西野真耶 - 志田こはく[8]
- 花崎那奈（ボクラ団義）[8]
- 緑谷紅遥（ボクラ団義）[8]

### スタッフ (舞台)
- 総監督 - 鶴田法男
- 脚本 - 小林雄次
- 演出 - 井上テテ